# Thomas Steen
Anders Thomas Steen, född 8 juni 1960 i Töcksmarks församling, Värmlands län, är en svensk före detta professionell ishockeyspelare. Moderklubben är Grums IK.
Steen gjorde sin elitseriedebut säsongen 1976-1977 i Leksands IF. Vid sin debut, 6 februari 1977, var han 16 år, 7 månader och 32 dagar och med det en av de yngsta elitseriespelarna genom alla tider. Han spelade dock bara två matcher den säsongen, men de följande åren fick han spela mer. 1980 flyttade han från Leksands IF till Färjestads BK, där han hade sin bästa säsong i Elitserien. På 32 matcher sköt han 16 mål och hade 23 assist för totalt 39 poäng. Året efter flyttade han till NHL och Winnipeg Jets.
I Winnipeg gjorde han en mycket bra rookie-säsong, med 44 poäng. Han blev snabbt en stjärna i laget, och skulle bli Winnipeg Jets trogen under hela sin NHL-karriär. Han spelade 14 säsonger i klubben, 12 av dem gjorde han 50 poäng eller mer. Hans bästa notering under en säsong är (1988-89), med 88 poäng, varav 27 mål, på 80 matcher. När han 1994 avslutade sin NHL-karriär hissades hans tröja med nummer 25 upp i taket i Winnipeg Jets hemmaarena. Liksom tidigare Jets-svenskarna nummer 15 Anders Hedberg och nummer 14 Ulf Nilsson. Ett par år senare flyttades laget till Arizona och blev Phoenix Coyotes, så numera hänger hans tröja i Glendale Arena, och ingen i Coyotes kommer någonsin få använda nummer 25.
Totalt blev det 950 matcher i NHL. Under dem gjorde Thomas Steen 817 poäng, varav 264 mål.
Steen avslutade karriären med tre säsonger i Eisbären Berlin i tyska ligan.
I landslaget vann han VM-silver 1981 och 1986. Under Canada Cup 1984 spelade han tillsammans med Kent Nilsson och Håkan Loob, och deras kedja var den största anledningen till att Sverige blev tvåa i turneringen.
Inför säsongen 2009–10 tackade Steen ja till att bli assisterande tränare för Modo Hockey.
Thomas Steen är far till ishockeyspelaren Alexander Steen.

## Statistik

### Klubbkarriär
| 1976–77    | Leksands IF     | Elitserien | 3   | 1   | 1   | 2   | 2   | —  | —  | —  | —  | —  |
| 1977–78    | Leksands IF     | Elitserien | 35  | 5   | 5   | 10  | 30  | —  | —  | —  | —  | —  |
| 1978–79    | Leksands IF     | Elitserien | 25  | 13  | 4   | 17  | 35  | —  | —  | —  | —  | —  |
| 1979–80    | Leksands IF     | Elitserien | 18  | 7   | 8   | 15  | 16  | —  | —  | —  | —  | —  |
| 1980–81    | Färjestads BK   | Elitserien | 32  | 16  | 22  | 38  | 28  | —  | —  | —  | —  | —  |
| 1981–82    | Winnipeg Jets   | NHL        | 73  | 15  | 29  | 44  | 42  | 4  | 0  | 4  | 4  | 2  |
| 1982–83    | Winnipeg Jets   | NHL        | 75  | 26  | 33  | 59  | 60  | 3  | 0  | 2  | 2  | 0  |
| 1983–84    | Winnipeg Jets   | NHL        | 79  | 20  | 45  | 65  | 69  | 3  | 0  | 1  | 1  | 9  |
| 1984–85    | Winnipeg Jets   | NHL        | 70  | 30  | 54  | 84  | 80  | 8  | 2  | 3  | 5  | 17 |
| 1985–86    | Winnipeg Jets   | NHL        | 78  | 17  | 47  | 64  | 76  | 3  | 1  | 1  | 2  | 4  |
| 1986–87    | Winnipeg Jets   | NHL        | 75  | 17  | 33  | 50  | 59  | 10 | 3  | 4  | 7  | 8  |
| 1987–88    | Winnipeg Jets   | NHL        | 76  | 16  | 38  | 54  | 53  | 5  | 1  | 5  | 6  | 2  |
| 1988–89    | Winnipeg Jets   | NHL        | 80  | 27  | 61  | 88  | 80  | —  | —  | —  | —  | —  |
| 1989–90    | Winnipeg Jets   | NHL        | 53  | 18  | 48  | 66  | 35  | 7  | 2  | 5  | 7  | 16 |
| 1990–91    | Winnipeg Jets   | NHL        | 58  | 19  | 48  | 67  | 49  | —  | —  | —  | —  | —  |
| 1991–92    | Winnipeg Jets   | NHL        | 38  | 13  | 25  | 38  | 29  | 7  | 2  | 4  | 6  | 2  |
| 1992–93    | Winnipeg Jets   | NHL        | 80  | 22  | 50  | 72  | 75  | 6  | 1  | 3  | 4  | 2  |
| 1993–94    | Winnipeg Jets   | NHL        | 76  | 19  | 32  | 51  | 32  | —  | —  | —  | —  | —  |
| 1994–95    | Winnipeg Jets   | NHL        | 31  | 5   | 10  | 15  | 14  | —  | —  | —  | —  | —  |
| 1995–96    | Frankfurt Lions | DEL        | 4   | 1   | 0   | 1   | 2   | —  | —  | —  | —  | —  |
| 1996–97    | Eisbären Berlin | DEL        | 49  | 15  | 18  | 33  | 48  | —  | —  | —  | —  | —  |
| 1997–98    | Eisbären Berlin | DEL        | 43  | 4   | 7   | 11  | 20  | —  | —  | —  | —  | —  |
| 1998–99    | Eisbären Berlin | DEL        | 40  | 7   | 15  | 22  | 28  | —  | —  | —  | —  | —  |
| NHL totalt | NHL totalt      | NHL totalt | 950 | 264 | 553 | 817 | 753 | 56 | 12 | 32 | 44 | 62 |